# Паніно (Воронезька область)
Паніно (рос. Панино) — робітниче селище у Панінському районі Воронезької області Російської Федерації.
Населення становить 6017 осіб. Входить до складу муніципального утворення Панінське міське поселення.

## Історія
Населений пункт розташований у історичному регіоні Чорнозем'я. Від 1928 року належить до Панінського району, спочатку в складі Центрально-Чорноземної області, а від 1934 року — Воронезької області.
Згідно із законом від 15 жовтня 2004 року входить до складу муніципального утворення Панінське міське поселення.

## Населення
| 1959  | 1970  | 1979  | 1989  | 2002  | 2005  | 2009  |
| ----- | ----- | ----- | ----- | ----- | ----- | ----- |
| 4995  | ↗6394 | ↗7024 | ↗7918 | ↘7264 | →7264 | ↘6829 |
| 2010  | 2012  | 2013  | 2014  | 2015  | 2016  | 2017  |
| ↘6672 | ↘6485 | ↘6348 | ↘6254 | ↘6238 | ↘6190 | ↘6129 |
| 2018  |       |       |       |       |       |       |
| ↘6017 |       |       |       |       |       |       |